# Hans Moser (Handballspieler)
Hans Moser (auch als Ioan Moser bekannt, * 24. Januar 1937 in Timișoara, Königreich Rumänien) ist ein ehemaliger rumänischer Handballspieler und -trainer aus der deutschsprachigen Minderheit der Banater Schwaben. Zu seiner aktiven Zeit spielte der 1,92 m lange Moser auf der Position Rückraum Mitte.

## Lebenslauf
In Timișoara besuchte Moser zwischen 1949 und 1952 die Lehrerbildungsanstalt und zwischen 1952 und 1956 das Baugymnasium. Anschließend studierte er drei Jahre lang Agronomie in Timișoara. In Bukarest studierte er von 1960 bis 1965 an der Sporthochschule, an der er seinen Abschluss als Diplomsportlehrer machte.
Moser, der auch ein guter Volleyballspieler war, wurde von einem Handballtrainer entdeckt als er Wasserpolo spielte.
1968 siedelte er in die Bundesrepublik Deutschland über. Während seiner Trainertätigkeit in Deutschland arbeitete Moser die meiste Zeit hauptberuflich als Lehrer. 1996 kehrte er nach Rumänien zurück, wo er auch die meiste Zeit des Jahres lebt. Er wohnt in Baia Mare und führt zusammen mit seiner Frau ein Fenster und Türen produzierendes Unternehmen. Mit vier Frauen hat er vier Kinder.
1980 gab er der ehemaligen persischen Kaiserin Soraya Tennisunterricht in einem Planegger Klub.

## Erfolge
Mit Rumänien wurde er zweimal Weltmeister, 1961 bei der WM in Deutschland und 1964 in der Tschechoslowakei. Bei der WM 1964 wurde er zusammen mit Andreas Fenyö und Josip Milković (je 32 Treffer) Torschützenkönig. Bei der WM 1967 in Schweden wurde er mit Rumänien Dritter. Mit Dinamo Bukarest gewann er 1965 den Europapokal der Landesmeister und elf Landestitel, davon drei im Feldhandball. Für Rumänien bestritt er insgesamt 224 Länderspiele, davon sieben auf dem Großfeld.
Vor der Weltmeisterschaft 1970 in Frankreich kam eine Briefmarke mit seinem Konterfei heraus. Auch eine Moser-Statue wurde verkauft. Das World-Handball-Magazin, das offizielle Organ der IHF, hat Hans Moser 2000 in die „Jahrhundert-Sieben“, einer von zehn namhaften Nationaltrainern gewählten Weltauswahl berufen.

## Die Handballkarriere

### Als Spieler
Hans Moser wurde vom Timișoaraer Wasserballtrainer Sterbenz für den Handball entdeckt. Er bestritt bei Constructorul mit der Mannschaft zwei Trainingsspiele gegen Stiința Timișoara. Der Trainer von Stiința, Constantin Lache, entdeckte dabei das Talent von Moser und nahm ihn 1951 in die Studentenmannschaft. Dies geschah wenige Tage, bevor er mit der rumänischen Volleyballnationalmannschaft in ein Trainingslager fahren sollte. Schon drei Jahre danach wurde Moser dann in die rumänische Handballnationalmannschaft berufen. Mit Stiința wurde er 1956 Landesmeister im Feldhandball.
In den 1970er Jahren spielte er beim TSV Milbertshofen und schaffte mit dem Verein den Aufstieg in die erste Bundesliga.
Als Spieler war Moser Spielmacher und Vollstrecker zugleich. Besonders gefürchtet waren seine Fallwürfe, die er perfektionierte.

### Als Trainer
1968 unterschrieb Moser einen auf sechs Monate befristeten Vertrag als Spielertrainer des TSV Milbertshofen. Danach kehrte er jedoch nicht nach Rumänien zurück, sondern blieb in Milbertshofen. Seine Frau und sein Sohn blieben ebenfalls in Deutschland. Mit ihm stieg Milbertshofen 1970 in die Handball-Bundesliga auf. 1972 wechselte er zu dem in der Landesliga spielenden VfL Günzburg, den er 1974 in die Regionalliga Süd führte. Noch 1974 wechselte er nach Augsburg und 1978 wieder nach Milbertshofen. Dort blieb er bis 1980 als Trainer in der ersten Liga.
Frisch Auf Göppingen wurde von Moser von 1984 bis 1986 trainiert. Doch die Mannschaft musste zwangsabsteigen, als nachgewiesen wurde, dass Jerzy Klempel als Profi spielte. Dies war nach den damaligen Statuten nicht zulässig. 1986 bis 1988 war Moser Profitrainer der Schweizer Mannschaft von Emmenbrücke, bevor er wieder nach Göppingen zurückkehrte.
Mittlerweile (2008) trainiert er mit seinem Sohn eine Handballmannschaft in Brenz an der Brenz, die in der Saison 2007/08 in die Landesliga aufstieg.